# Egypt (Arkansas)
Egypt es un pueblo ubicado en el condado de Craighead en el estado estadounidense de Arkansas. En el Censo de 2010 tenía una población de 112 habitantes y una densidad poblacional de 123,91 personas por km².

## Geografía
Egypt se encuentra ubicado en las coordenadas 35°52′5″N 90°56′46″O / 35.86806, -90.94611. Según la Oficina del Censo de los Estados Unidos, Egypt tiene una superficie total de 0.9 km², de la cual 0.9 km² corresponden a tierra firme y (0%) 0 km² es agua.

## Demografía
Según el censo de 2010, había 112 personas residiendo en Egypt. La densidad de población era de 123,91 hab./km². De los 112 habitantes, Egypt estaba compuesto por el 100% blancos, el 0% eran afroamericanos, el 0% eran amerindios, el 0% eran asiáticos, el 0% eran isleños del Pacífico, el 0% eran de otras razas y el 0% pertenecían a dos o más razas. Del total de la población el 0% eran hispanos o latinos de cualquier raza.